# Mdm2

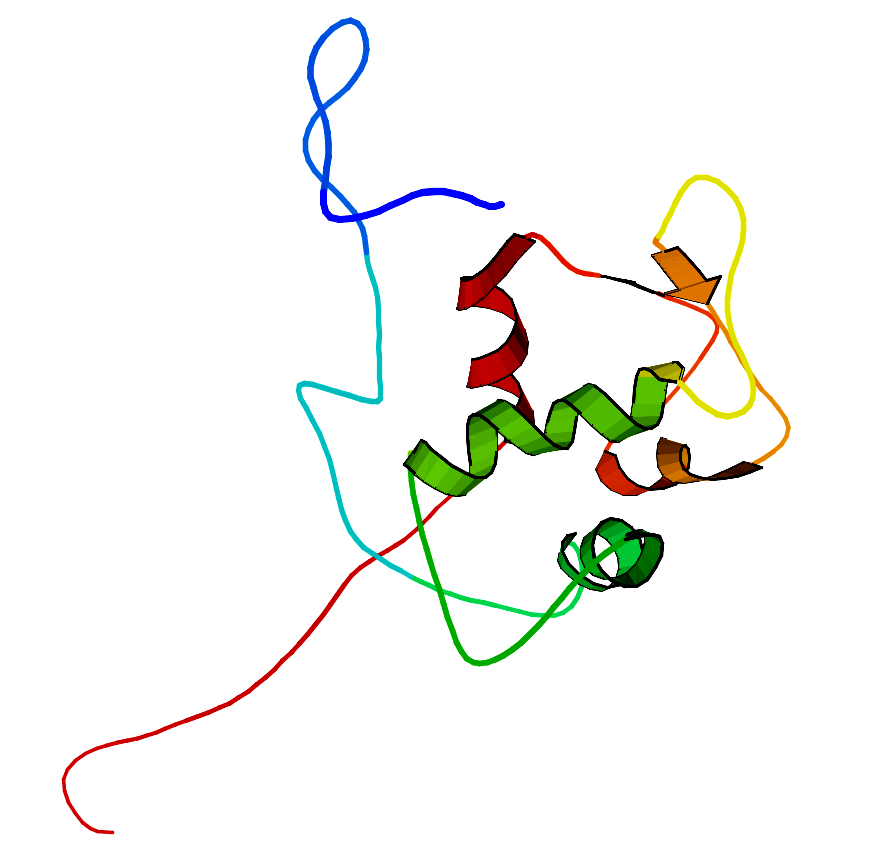
Estrutura tridimensional da proteína Mdm2

A proteína Mdm2 (sua sigla em Inglês "murine doble minute 2") é um importante regulador negativo do supressor de tumor p53. Mdm2 corresponde ao nome de ambas as proteínas como do gene que a codifica. Mdm2 atua como uma ubiquitina ligada a E3, que reconhece o domínio de ativação da trans-N-terminal (TAD) da proteína p53, e também como um inibidor da ativação transcricional p53.

## Descoberta e expressão em células de tumor
O gene mdm2 (murine double minutes) é um oncogene, que codifica a proteína Mdm2, e foi originalmente clonado junto com dois outros genes (mdm1 e mdm3), a partir da linha celular 3T3-MS transformada de camundongos.

## Leitura de apoio
- Cahilly-Snyder, L., Yang-Feng, T., Francke, U., and George, D. L. (1987). Molecular analysis and chromosomal mapping of amplified genes isolated from a transformed mouse 3T3 cell line. Somat Cell Mol Genet 13, 235-244.. Entrez PubMed 3474784
- Chen, J., Lin, J., and Levine, A. J. (1995). Regulation of transcription functions of the p53 tumor suppressor by the mdm-2 oncogene. Mol Med 1, 142-152. Entrez PubMed 8529093
- Fang, S., Jensen, J. P., Ludwig, R. L., Vousden, K. H., and Weissman, A. M. (2000). Mdm2 is a RING finger-dependent ubiquitin protein ligase for itself and p53. J Biol Chem 275, 8945-8951. Entrez PubMed 10722742
- Freedman, D. A., Wu, L., and Levine, A. J. (1999). Functions of the MDM2 oncoprotein. Cell Mol Life Sci 55, 96-107. Entrez PubMed 10065155
- Hay, T. J., and Meek, D. W. (2000). Multiple sites of in vivo phosphorylation in the MDM2 oncoprotein cluster within two important functional domains. FEBS Lett 478, 183-186. Entrez PubMed 10922493
- Honda, R., Tanaka, H., and Yasuda, H. (1997). Oncoprotein MDM2 is a ubiquitin ligase E3 for tumor suppressor p53. FEBS Lett 420, 25-27. Entrez PubMed 9450543
- Honda, R., and Yasuda, H. (2000). Activity of MDM2, a ubiquitin ligase, toward p53 or itself is dependent on the RING finger domain of the ligase. Oncogene 19, 1473-1476. Entrez PubMed 10723139
- Kubbutat, M. H., Jones, S. N., and Vousden, K. H. (1997). Regulation of p53 stability by Mdm2. Nature 387, 299-303. Entrez PubMed 9153396
- Pavletich, N. P. (1996). Structure of the MDM2 oncoprotein bound to the p53 tumor suppressor transactivation domain. Science 274, 948-953. Entrez PubMed 8875929
- Meek, D. W., and Knippschild, U. (2003). Posttranslational modification of MDM2. Mol Cancer Res 1, 1017-1026. Entrez PubMed 14707285
- Midgley, C. A., Desterro, J. M., Saville, M. K., Howard, S., Sparks, A., Hay, R. T., and Lane, D. P. (2000). An N-terminal p14ARF peptide blocks Mdm2-dependent ubiquitination in vitro and can activate p53 in vivo. Oncogene 19, 2312-2323. Entrez PubMed 10822382
- Momand, J., Wu, H. H., and Dasgupta, G. (2000). MDM2--master regulator of the p53 tumor suppressor protein. Gene 242, 15-29. Entrez PubMed 10721693
- Momand, J., Zambetti, G. P., Olson, D. C., George, D., and Levine, A. J. (1992). The mdm-2 oncogene product forms a complex with the p53 protein and inhibits p53-mediated transactivation. Cell 69, 1237-1245. Entrez PubMed 1535557
- Shieh, S. Y., Ikeda, M., Taya, Y., and Prives, C. (1997). DNA damage-induced phosphorylation of p53 alleviates inhibition by MDM2. Cell 91, 325-334. Entrez PubMed 9363941
- Tao, W., and Levine, A. J. (1999). P19(ARF) stabilizes p53 by blocking nucleo-cytoplasmic shuttling of Mdm2. Proc Natl Acad Sci U S A 96, 6937-6941. Entrez PubMed 10359817
- Tao, W., and Levine, A. J. (1999). Nucleocytoplasmic shuttling of oncoprotein Hdm2 is required for Hdm2-mediated degradation of p53. Proc Natl Acad Sci U S A 96, 3077-3080. Entrez PubMed 10077639